# Packwoodův ledovec
Packwoodův ledovec je malý ledovec v Kozích skalách, v americkém státě Washington. Nachází se na severní straně vrcholku Old Snowy Mountain (2220 m), ve výšce asi 2100 metrů nad mořem. Teče severozápadním směrem.